# José Clemente Orozco
José Clemente Orozco (Ciudad Guzmán, 23 novembre 1883 – Città del Messico, 7 settembre 1949) è stato un pittore messicano.
Pittore del social-realismo, nacque a Zapotlán el Grande (ora Ciudad Guzmán, Jalisco). Si specializzò nel dipingere murales, che proclamarono il Rinascimento Murale Messicano, insieme ai murali di Diego Rivera, David Alfaro Siqueiros e altri. Orozco fu il più complesso tra i muralisti messicani, essendo innamorato del tema della sofferenza umana, ma meno realistico e affascinato delle macchine rispetto a Rivera. Maggiormente influenzato dal simbolismo, fu anche un pittore del genere e un litografo. Tra il 1922 e il 1948, Orozco dipinse murali a Città del Messico, Orizaba, Claremont (California), New York, Hanover (New Hampshire), Guadalajara (Jalisco) e Jiquilpan de Juárez (Michoacán). I suoi disegni e dipinti sono esposti al Carrillo Gil Museum di Città del Messico, ed all'Orozco Workshop-Museum di Guadalajara.

## Vita e opere

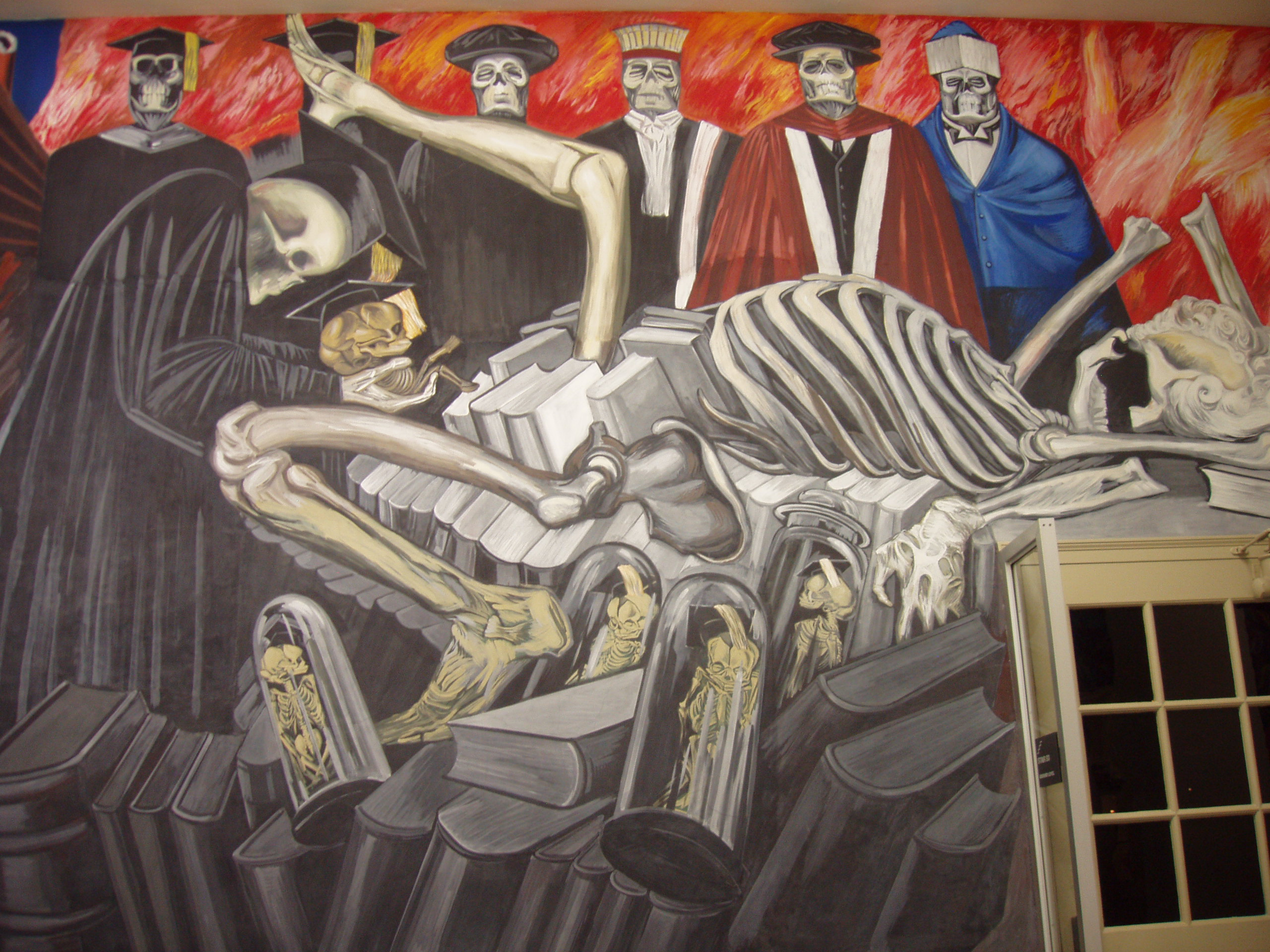
Parte del murale di José Clemente Orozco al Dartmouth College, Hanover

José Clemente Orozco nacque più precisamente a Rosa de Flores Orozco e si sposò con Margarita Valladares da cui ebbe tre figli.
Agli inizi della sua vita, la famiglia di Orozco si trasferì da Cuidad Guzman a Guadalajara e poi a Città del Messico, dove frequentò le elementari. A questo tempo José Guadalupe Posada, un illustratore satirico le cui incisioni sulla cultura ed i politici messicani cambiarono il pensiero popolare su ciò che stava accadendo nel periodo post-rivoluzionario, lavorava in esposizione al pubblico alle vetrine dei negozi localizzate sulla strada che Orozco doveva fare per raggiungere la scuola. Nella sua autobiografia Orozco confessa: "Mi fermavo [sulla strada per andare e per tornare da scuola] e spendevo alcuni incantati minuti a guardare [Posada] ... Questa fu la prima spinta che incitò la mia immaginazione e mi costrinse a ricoprire la carta con i miei primi piccoli disegni; questo fu il mio risveglio all'esistenza dell'arte della pittura." (Orozco, 1962)
Disse poi che guardare Posado che decorava delle incisioni gli diede la sua introduzione all'uso del colore. Dopo aver frequentato la scuola per l'Agricoltura e l'Architettura, Orozco studiò arte con serietà all'Accademia San Carlos. Durante un'esercitazione di chimica, a causa di un incidente, il pittore perse la mano sinistra, ma fortunatamente ciò non compromise la sua attività.
Con Diego Rivera fu leader del Rinascimento Murale Messicano. Un importante distinzione che aveva con Rivera era la sua visione critica della Rivoluzione Messicana. Mentre Diego era una figura spavalda e ottimista, propagandista della gloria della rivoluzione, Orozco era meno soddisfatto del pedaggio di sangue che il movimento sociale stava richiedendo. Orozco è conosciuto come uno dei "Tre Grandi" muralisti insieme a Rivera ed a David Alfaro Siqueiros. Tutti e tre gli artisti, così come anche il pittore Rufino Tamayo, originari del Messico, sperimentarono a fresco su grandi muri ed elevarono la loro arte murale a fresco alla classe della fama mondiale.
Tra il 1922 e il 1924, Orozco dipinse alla Scuola di Preparazione Nazionale i murali "Gli Elementi", "Uomo in Battaglia contro la Natura", "Cristo Distrugge la sua Croce", "Distruzione del Vecchio Ordine", "Gli Aristocratici", e "La Fossa e la Trinità". Nel 1925 dipinse il murale "Onniscienza" nella Casa delle Tegole di Città del Messico. Nel 26 un altro murale nella Scuola Industriale di Orizaba, Veracruz.
Tra il 1927 e il 1934 Orozco visse negli USA. Nel 1930 dipinse i murali della New School for Social Research, New York, ora conosciuta come New School University. Uno dei suoi più famosi murali è The Epic of American Civilization al Dartmouth College, New Hampshire, USA. Fu dipinto tra il 1932 e il 1934 e ricopre circa 300 m² in 24 pannelli. Le sue parti includono "Migrations", "Human Sacrifices", "The Appearance of Quetzalcoatl", "Corn Culture", "Anglo-America", "Hispano-America", "Science" ed un'altra versione di "Christ Destroys His Cross".
Dopo esser tornato in Messico, tra il 1936 e il 1939 Orozco dipinse a Guadalajara, Jalisco - tra gli altri - il murale "Le Persone e i Loro Leader" nel Palazzo Governativo, e gli affreschi per l'Hospicio Cabañas, considerato il suo capolavoro. Nel 1940 dipinse per la Libreria Gabino Ortiz a Jiquilpan, Michoacán. Tra il 1942 e il 44 per l'Hospital de Jesús a Città del Messico. Il "Juárez Rinato" di Orozco del 1948 fu uno dei suoi ultimi lavori.

## Film e documentari
- documentario - Walls of Fire di Herbert Kline e Edmund Penney (1971)
- lungometraggio - En busca de un muro di Julio Bracho (1974)

## Galleria d'immagini

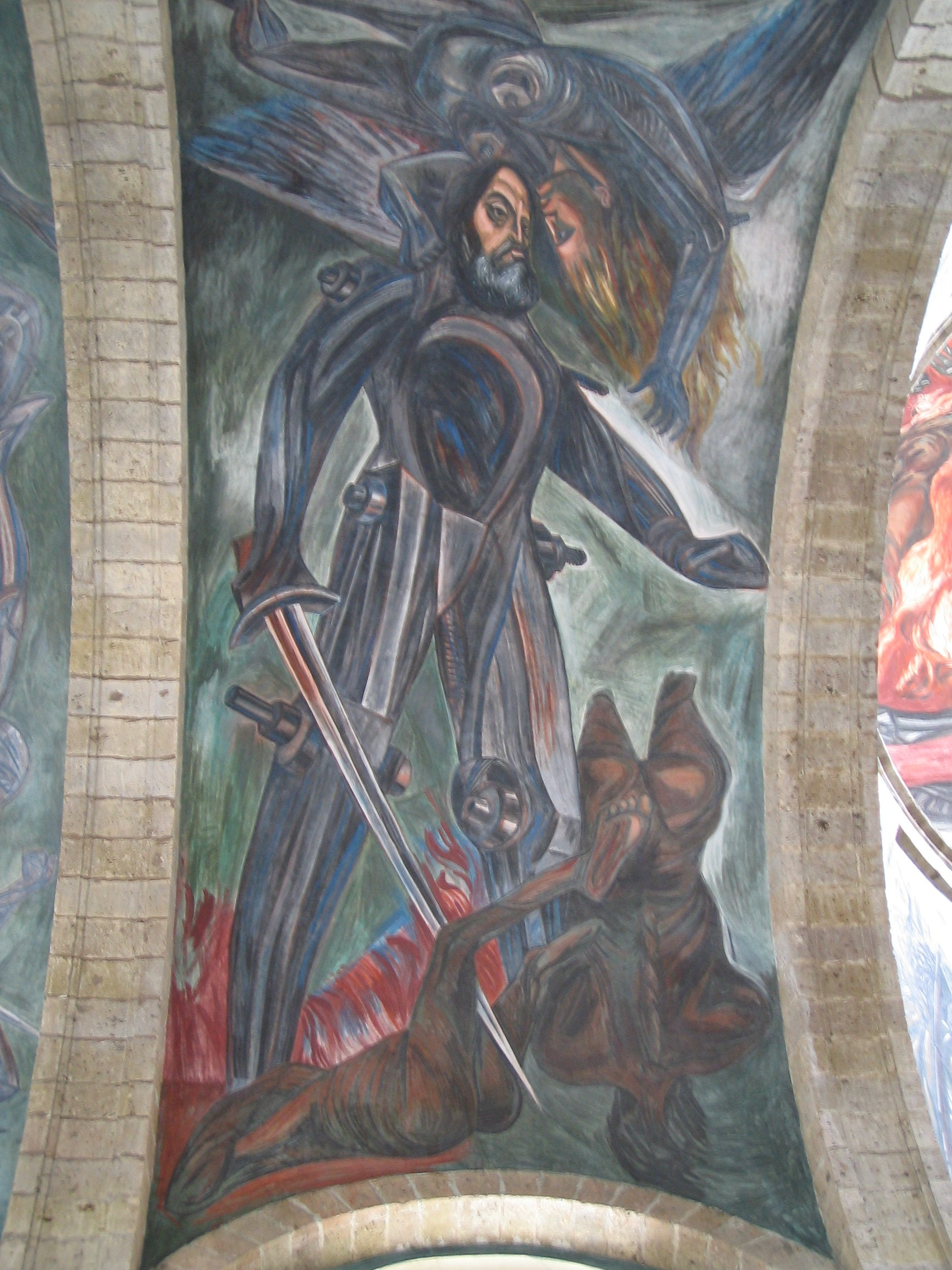
Hernán Cortés Hospicio Cabañas
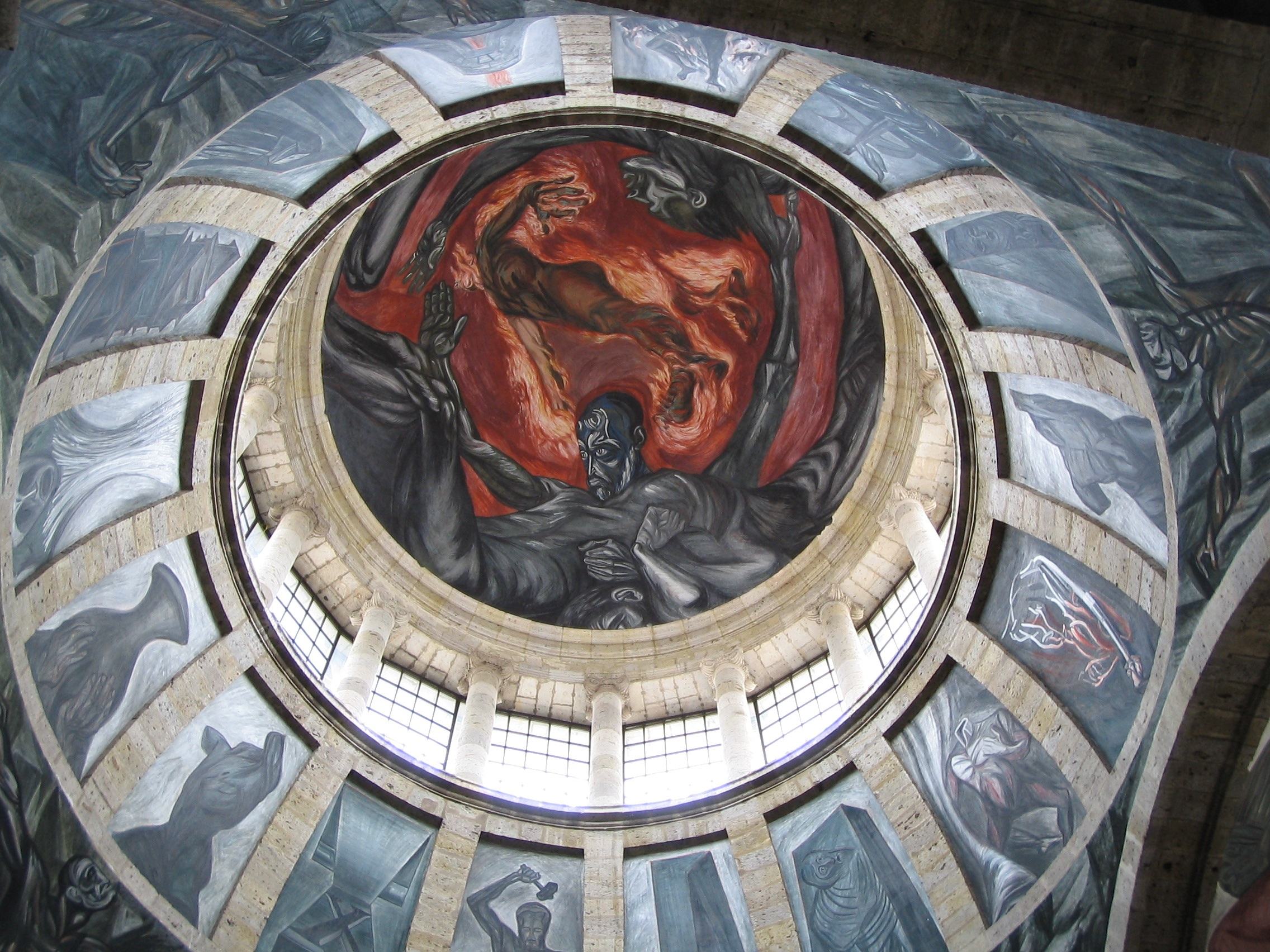
L'uomo di fuoco, cupola dell'Hospicio Cabañas
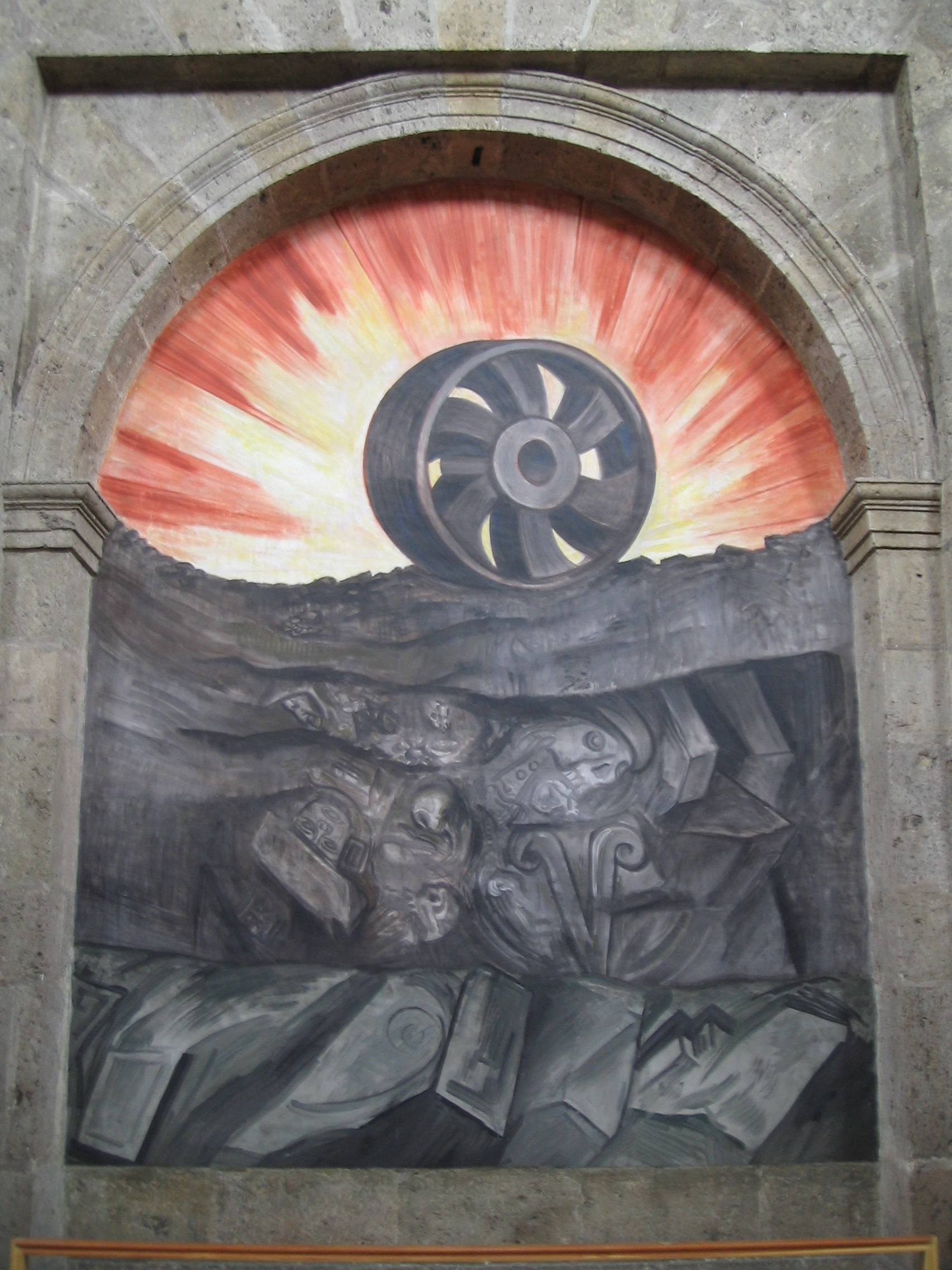
La ruota, Hospicio Cabañas
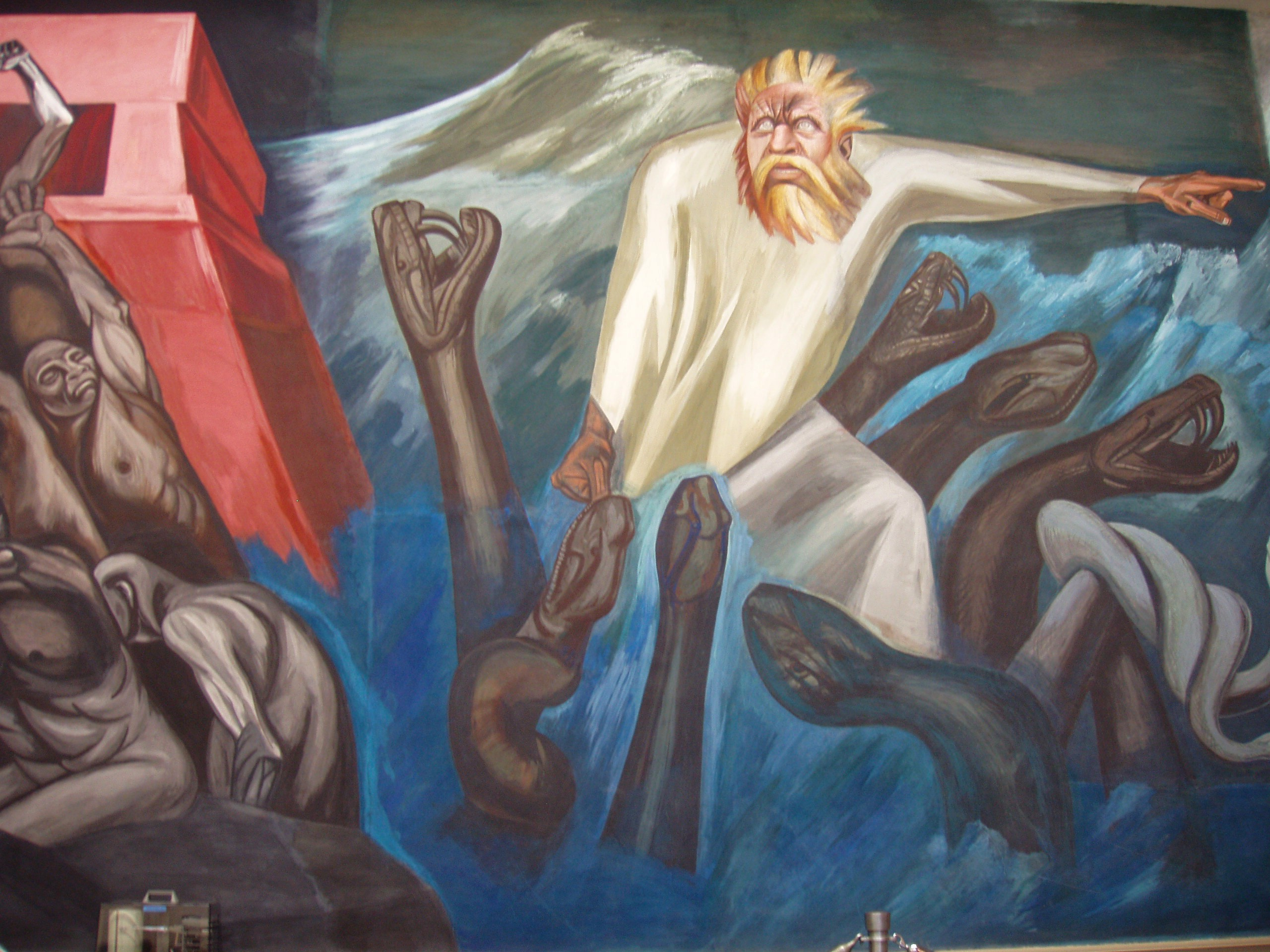
Parte del murale al Dartmouth College, Hanover, USA.
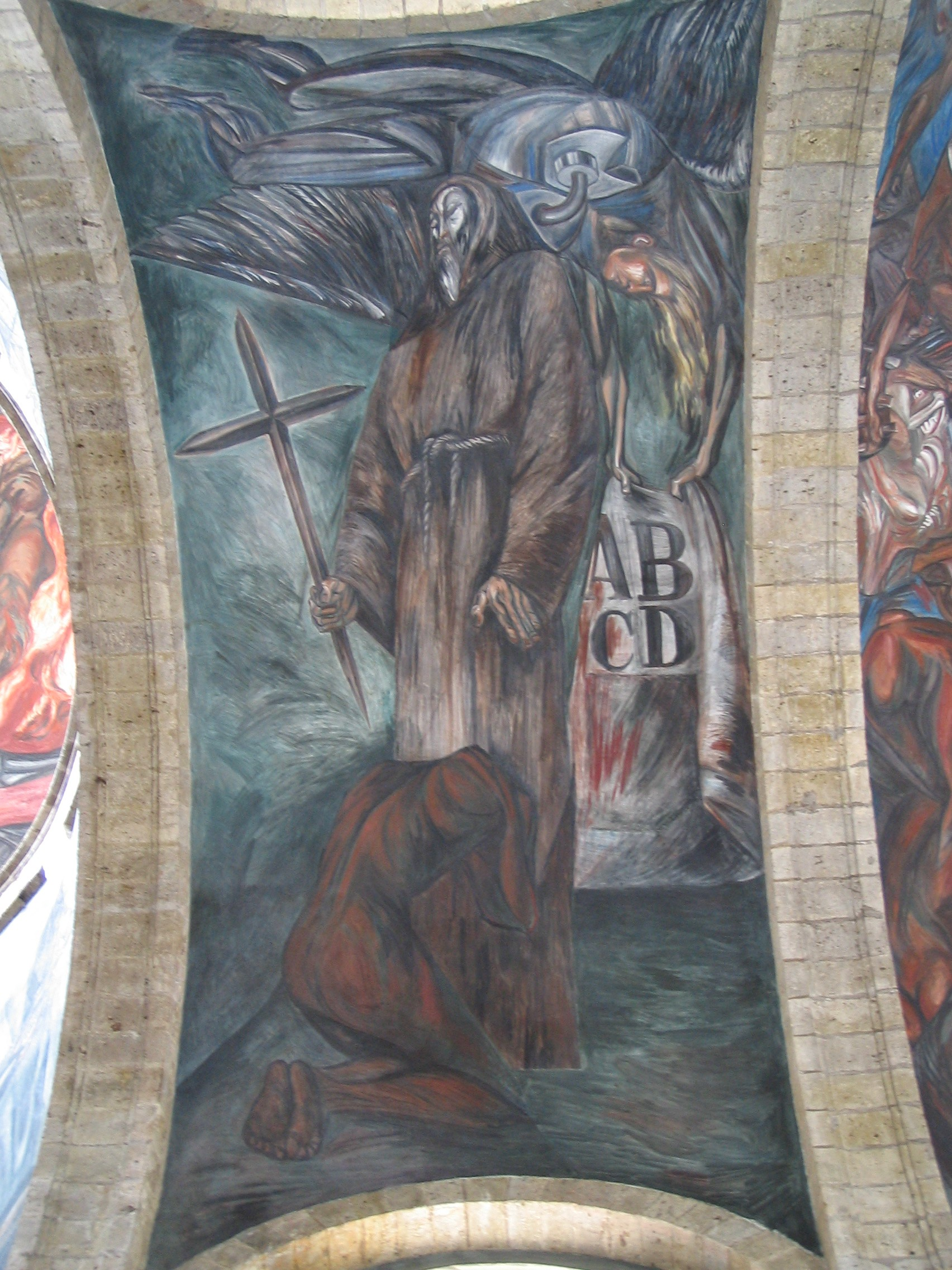
L'educazione degli indigeni da parte dei religiosi spagnoli, Hospicio Cabañas
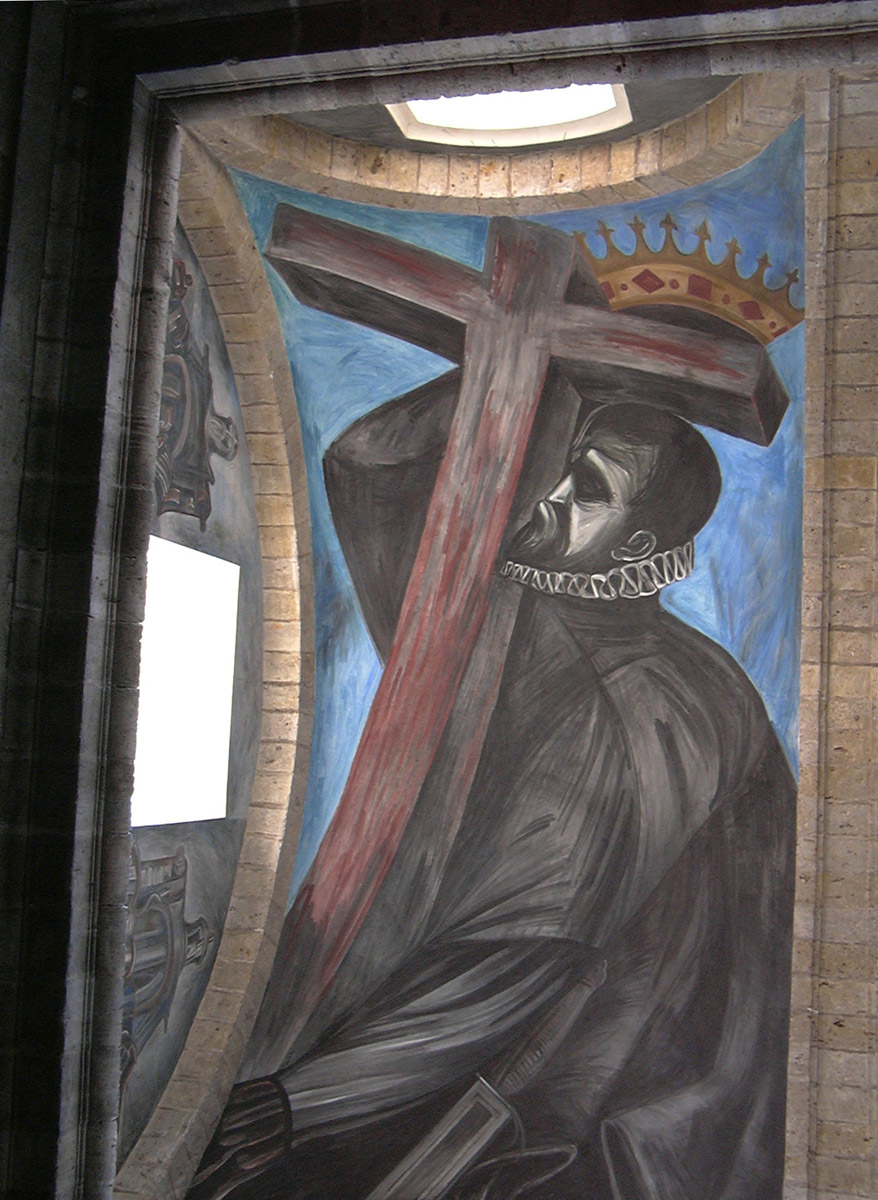
Murale all'Hospicio Cabañas
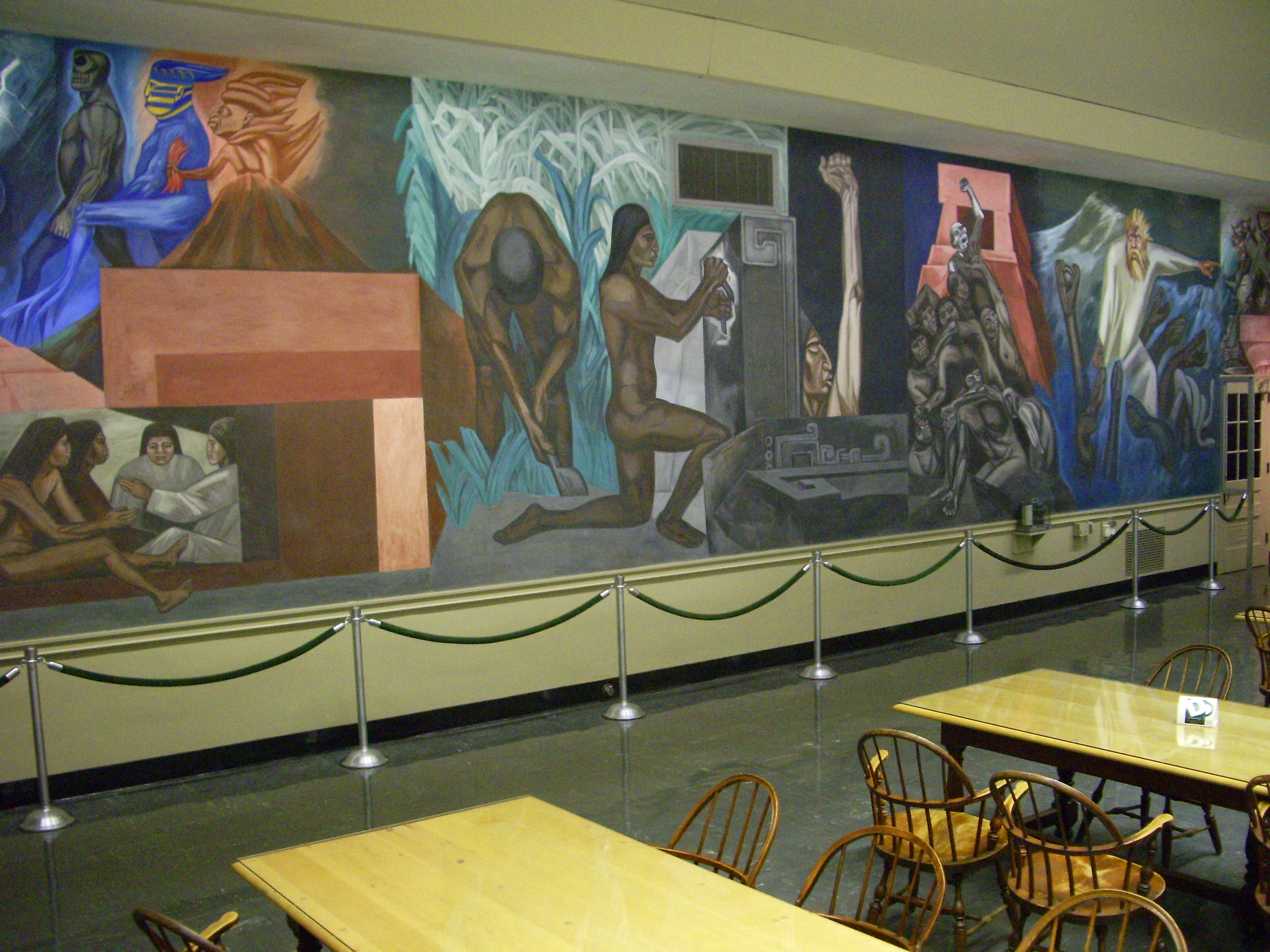
La Baker Library al Dartmouth College, USA.
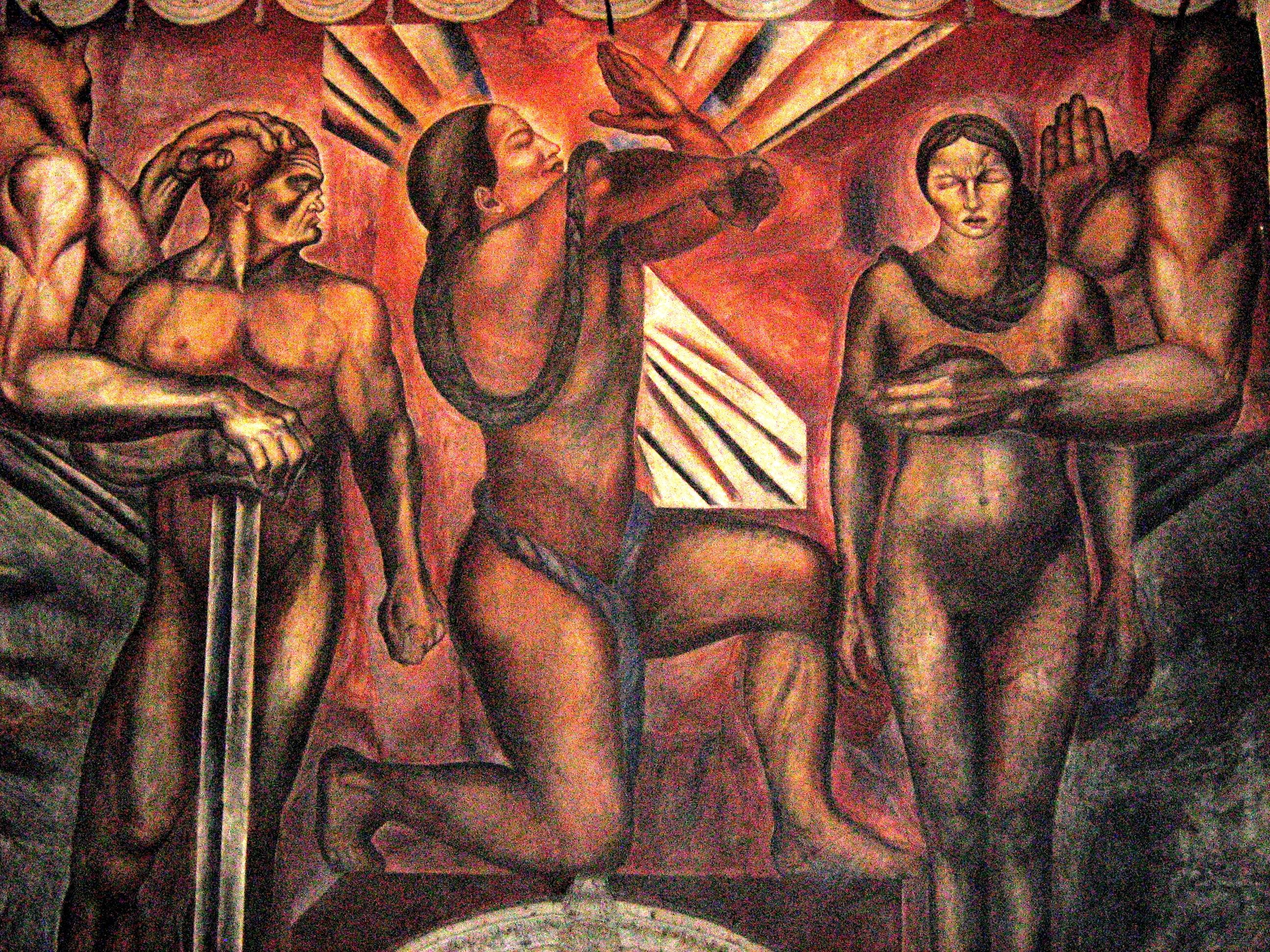
Murale "Omnisciencia", 1925, México, D. F.